# منتخب جزر سليمان لكرة القدم
منتخب جزر سليمان لكرة القدم (بالإنكليزية: Solomon Islands national football team) ملقب بكاناكاس وهو المنتخب الوطني لجزر سليمان ويديره اتحاد جزر سليمان لكرة القدم . لم يسبق له التأهل إلى بطولة كأس العالم. أفضل انجاز حققه هو احتلال المركز الثاني في بطولة كأس أمم أوقيانوسيا 2004.

## وصلات خارجية
- قائمة بيانات المنتخب من الموقع الرسمي للفيفا باللغة العربية